# Distrito de Sayhut
El distrito de Sayhut es un distrito de la gobernación de Al Mahrah, Yemen. A 2003, el distrito tenía una población de 11.746 habitantes.
El clima es caluroso. La temperatura promedio es de 28 °C. El mes más cálido es abril, con 32 °C, y el más frío enero, con 24 °C. La precipitación media es de 47 milímetros por año. El mes más lluvioso es enero, con 11 milímetros de lluvia, y junio el menos lluvioso, con 1 milímetro.